# Conus juliandreae
Conus juliandreae é uma espécie de gastrópode do gênero Conus, pertencente a família Conidae.